# 阿瑟·马普
阿瑟·马普（英語：Arthur Mapp，1953年11月6日—），生于英属洪都拉斯，英国男子柔道运动员。他曾代表英国参加1980年夏季奥林匹克运动会柔道比赛，获得男子公开级铜牌。